# Wi-Fi
Wi-Fi (/ˈwaɪfaɪ /) je tehnologija bežičnog lokalnog umrežavanja radio uređaja na temelju standarda IEEE 802.11. Wi ‑ Fi je zaštitni znak tvrtke Wi-Fi Alliance, što ograničava korištenje izraza Wi-Fi Certified na proizvode koji su uspješno dovršeni, a zatim nakon mnogo godina testiranja certifikata interoperabilnosti 802.11 odbora.  
Uređaji koji mogu koristiti Wi-Fi tehnologije uključuju, između ostalog, stolna i prijenosna računala, konzole za videoigre, pametne telefone i tablete, pametne televizore, pisače, digitalne audio uređaje, digitalne fotoaparate, automobile i dronove. Uređaji kompatibilni s Wi-Fi mrežom mogu se povezati s internetom putem WLAN-a i bežične pristupne točke. Takva pristupna točka (ili hotspot) ima domet od oko 20 metara (66 stopa) u zatvorenom prostoru i veći raspon na otvorenom. Pokrivenost žarišnom točkom može biti mala kao jedna soba sa zidovima koji blokiraju radio valove, ili onoliko velik koliko četvornih kilometara postiže se korištenjem višestrukih pristupnih točaka koje se preklapaju. 
Postoje različite inačice Wi-Fi-ja, s različitim rasponima, radijskim frekvencijama i brzinama. Wi-Fi najčešće koristi 2,4 GHz (12 cm) UHF i 5 gigahertnih (6 cm) SHF ISM radio pojasa; te su trake podijeljene na više kanala. Svaki kanal može se dijeliti po vremenu putem više mreža. Ove valne duljine najbolje funkcioniraju za vidno polje. Mnogi uobičajeni materijali ih apsorbiraju ili odražavaju, što dodatno ograničava raspon, ali može pridonijeti smanjenju smetnji između različitih mreža u prometnim okruženjima. U bliskom dometu, neke verzije Wi-Fi-ja, koje rade na prikladnom hardveru, mogu postići brzine od preko 1 Gbit / s. Svatko unutar dometa kontrolera sučelja bežične mreže može pokušati pristupiti mreži; zbog toga je Wi-Fi podložniji napadima (nazvanim prisluškivanje) nego ožičenim mrežama. Zaštićeni pristup Wi-Fi (WPA) obitelj je tehnologija stvorenih za zaštitu informacija koje se kreću preko Wi-Fi mreža i uključuje rješenja za osobne i poslovne mreže. Sigurnosne značajke WPA-a uključivale su jaču zaštitu i nove sigurnosne prakse jer se sigurnosni krajolik s vremenom mijenjao.

## Povijest
Godine 1971. ALOHAnet je povezao Havajske otoke s UHF bežičnom paketnom mrežom. ALOHAnet i ALOHA protokol bili su rani prethodnici Etherneta, a kasnije i protokola IEEE 802.11. Presudom američke Federalne komisije za komunikacije iz 1985. pušten je ISM opseg za nelicenciranu upotrebu. Ti frekvencijski valovi isti su oni koji rabe mikrovalne pećnice i podliježu smetnjama. Godine 1991. NCR Corporation s AT&amp;T Corporation izumio je preteču 802.11, namijenjenog za uporabu na prodajnim mjestima, pod imenom WaveLAN.

## Inačice
| Generacija / IEEE standard                                             | Maksimalna brzina veze |
| ---------------------------------------------------------------------- | ---------------------- |
| Wi‑Fi 6 (802.11ax)                                                     | 600–9608 Mbit/s        |
| Wi‑Fi 5 (802.11ac)                                                     | 433–6933 Mbit/s        |
| Wi‑Fi 4 (802.11n)                                                      | 72–600 Mbit/s          |
| 802.11g                                                                | 3–54 Mbit/s            |
| 802.11a                                                                | 1,5 do 54 Mbit/s       |
| 802.11b                                                                | 1 do 11 Mbit/s         |
| Wi-Fi 1, Wi-Fi 2, Wi-Fi 3 nisu službena imena, ali se neslužbeno rabe. |                        |

Mrežna oprema nerijetko podržava više Wi-Fi inačica. Za vezu uređaji moraju rabiti uobičajenu Wi-Fi inačicu. Inačice se razlikuju između radiovalnih opsega na kojima rade, širine radioopsega koji zauzimaju, najvećih brzina podataka koje mogu podržati i drugih pojedinosti. Općenito, niže frekvencije imaju bolji domet, ali imaju i manji kapacitet. Neke inačice dopuštaju uporabu više antena, što omogućuje veće brzine kao i smanjene smetnje.

## Sklopovlje
Wi-Fi uređaj je bežični uređaj kratkoga dosega.

### Pristupna točka
Bežična pristupna točka (WAP) povezuje grupu bežičnih uređaja na susjedni žičani LAN. Pristupna točka nalikuje mrežnom razdjelniku, prenosi podatke između povezanih bežičnih uređaja osim (obično) jednog spojenog žičnog uređaja, najčešće mrežni preklopnik koji bežičnim uređajima omogućuje vezu s drugim žičnim uređajima.

### Bežični prilagodnik
Bežični prilagodnici omogućavaju uređajima povezivanje na bežičnu mrežu. Ovi se prilagodnici povezuju s uređajima koji rabe različite vanjske ili unutrašnje veze kao PCI, PCI-Express miniPCI, USB, ExpressCard, Cardbus i PC Card.

### Usmjerivač
Bežični usmjerivač u sebi ima bežičnu pristupnu točku, Ethernet mrežni razdjelnik i interni softver koji pruža usmjeravanje IP-ova, NAT-a i DNS-a putem ugrađenog WAN sučelja. Bežični usmjerivač omogućuje žičnim i bežičnim Ethernet LAN uređajima da se povežu s (obično) jednim WAN uređajem poput kablovskog modema, DSL modema ili optičkog modema.

### Most
Bežični mostovi (bridge) mogu povezati dvije udaljene točke kako bi tvorili jednu mrežu na sloju podataka putem Wi-Fi-ja.

## Zdravlje
Svjetska zdravstvena organizacija (SZO) ustvrdila je da nema zdravstvenih opasnosti od izlaganja radiofrekvenciji koja dolazi iz baznih stanica ili bežičnih mreža. Agencija za zaštitu zdravlja Ujedinjenog Kraljevstva 2007. godine utvrdila je da izloženost Wi-Fi signalima za godinu dana rezultira "istom količinom zračenja kao i kod 20-minutnog poziva putem mobilnog telefona".